# Центральний район (Барнаул)
Центральний район (рос. Центральный район) — район міста Барнаула, Алтайський край, Росія.
Утворений в 1938. Населення — 121800, площа — 145 км.

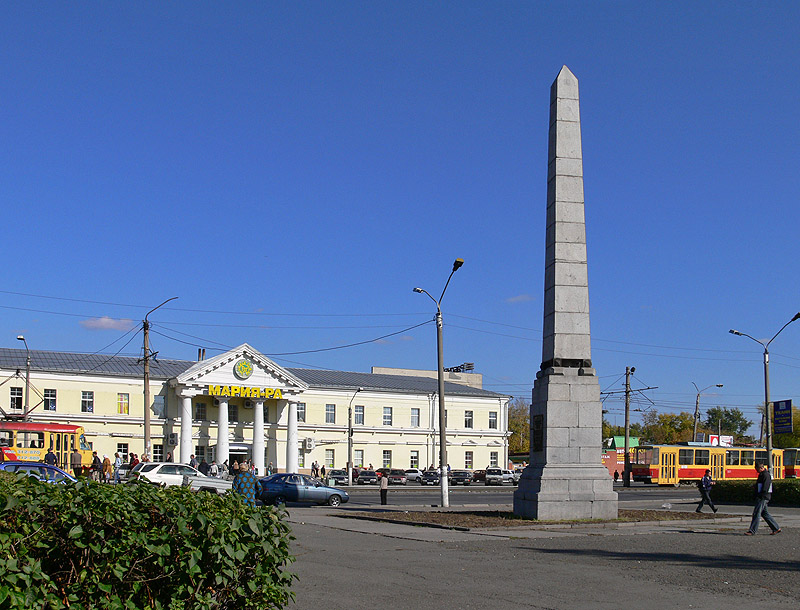
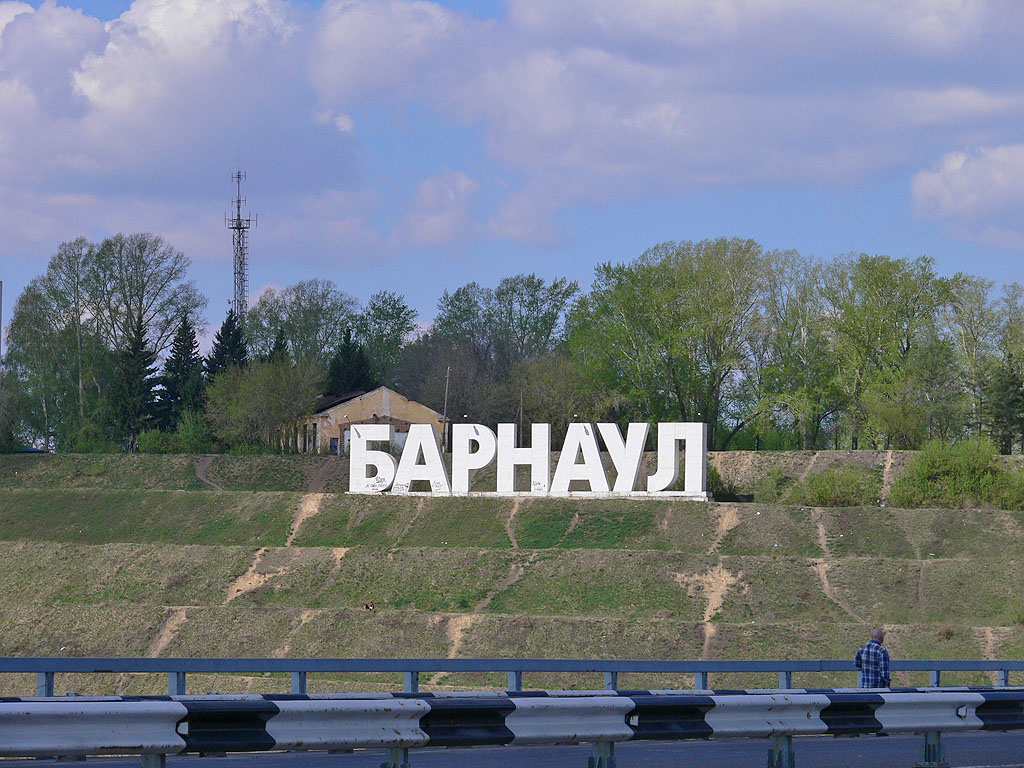
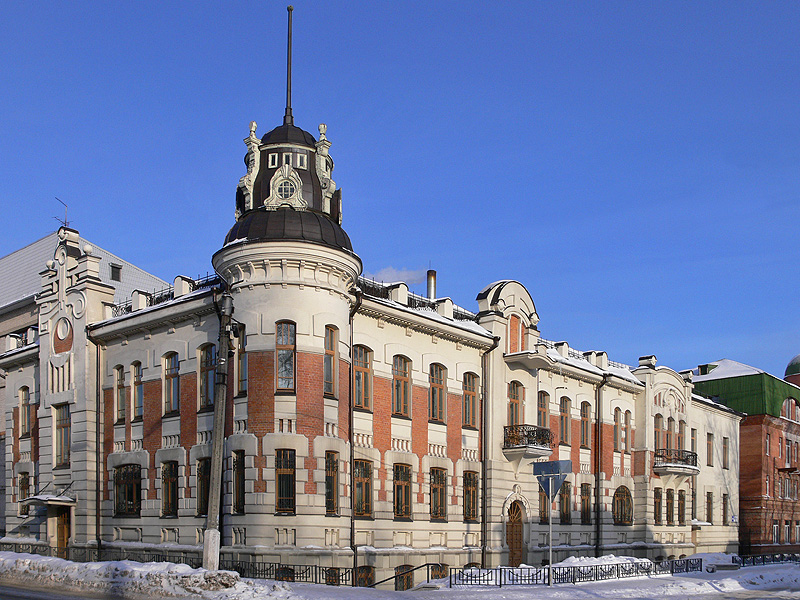
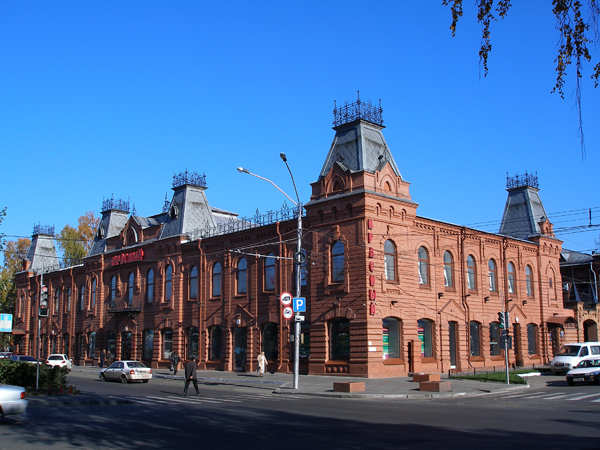
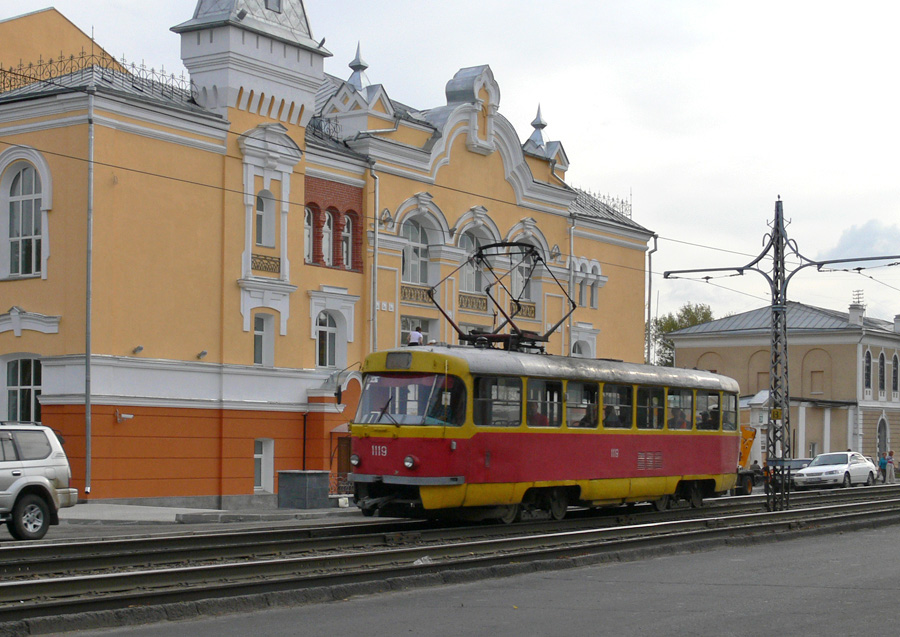
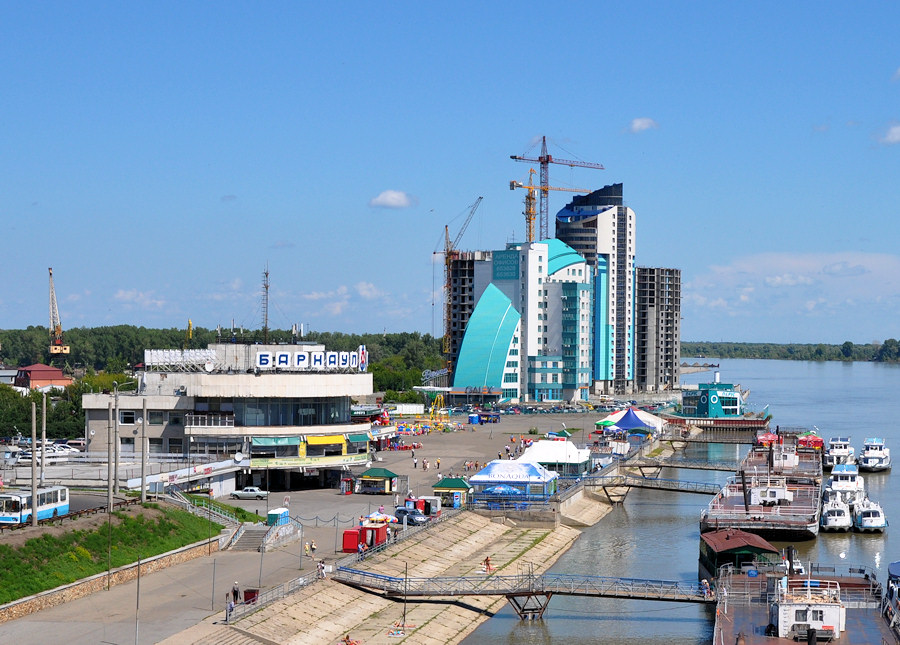
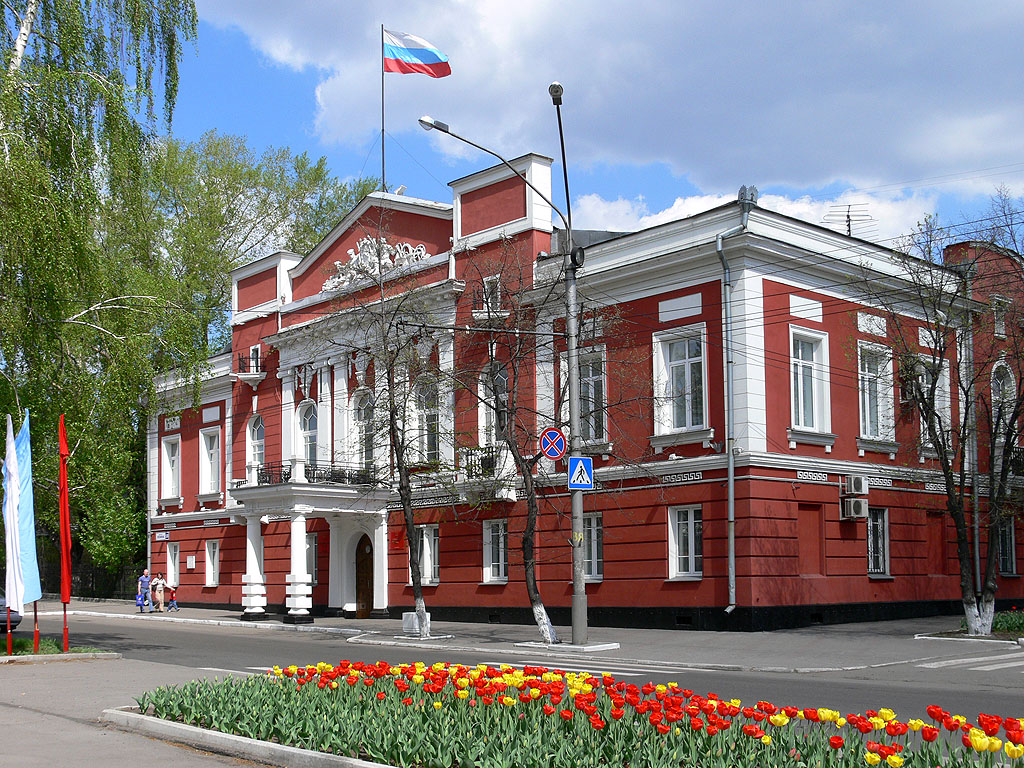
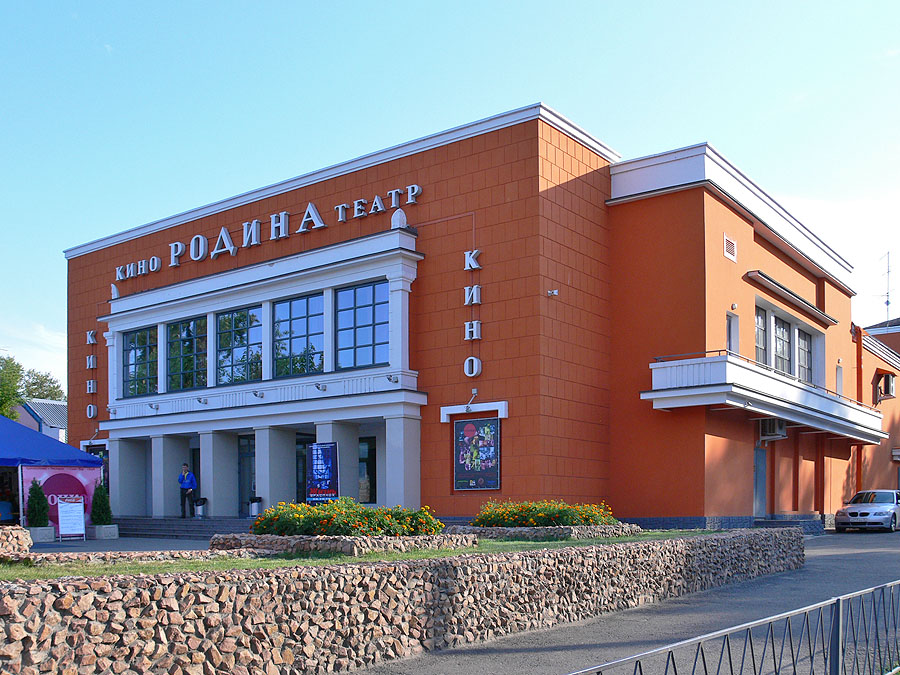

| Росія | Це незавершена стаття з географії Росії. Ви можете допомогти проєкту, виправивши або дописавши її. |